# نامه خداحافظی (مجموعه تلویزیونی)
نامه خداحافظی یک مجموعه تلویزیونی ترکی درام با امضای کمپانی مست پروداکشن است. نخستین قسمت این مجموعه تلویزیونی در تاریخ ۲۷ فوریه ۲۰۲۳ به کارگردانی ابلیسک دنیز چلبی و نویسندگی دنیز آکچای منتشر شد. نورگل یشیلچای ، سلیم بایراکتار ، رابیا سویترک ، امره کیویلجیم و بننو ییلدیریملار نقش های اصلی این مجموعه تلویزیونی می باشند. بعد از آن این مجموعه تلویزیونی بعد از پخش قسمت ۲۴ خود که در تاریخ ۲۱ آگوست ۲۰۲۳ است، پخش و بعد از آن به پایان می رسد.

## منبع
1. ↑  «Veda Mektubu dizisinin yayın tarihi açıklandı - Haberler - Box Office Türkiye». web.archive.org. ۲۰۲۳-۰۲-۲۵. بایگانی‌شده از اصلی در ۲۵ فوریه ۲۰۲۳. دریافت‌شده در ۲۰۲۳-۰۸-۰۱.
2. ↑  «Nurgül Yeşilçay'ın Veda Mektubu dizisindeki partneri belli oldu - Birsen Altuntaş». web.archive.org. ۲۰۲۲-۱۲-۱۹. بایگانی‌شده از اصلی در ۱۹ دسامبر ۲۰۲۲. دریافت‌شده در ۲۰۲۳-۰۸-۰۱.
3. ↑  «Kanal D'nin yeni dizisi Veda Mektubu sete çıktı! - 1 - Ranini.tv». web.archive.org. ۲۰۲۳-۰۱-۲۳. بایگانی‌شده از اصلی در ۲۳ ژانویه ۲۰۲۳. دریافت‌شده در ۲۰۲۳-۰۸-۰۱.